# Ch'vayre
Ch'vayre é um personagem ficcional das histórias em quadrinhos do Universo Marvel, publicadas pela Marvel Comics.
Ch'vayre é um legítimo discípulo Askani, enviado ao passado pela própria  Madre Askani. Chegando ao "presente" 30 anos antes de Cable se estabelecer nesta era, Ch'vayre foi incumbido de uma missão: fazer Nathan reviver sua fé nos ensinamentos Askani, assumindo seu papel de escolhido, enfrentando e derrotando  Apocalipse.
Aparecendo nos alpes suíços, Ch'vayre é resgatado por monges. Após se recuperar, ele se baseou no próprio monastério para fundar Os Crentes: pessoas ao longo de todo o mundo que acreditavam que Cable era um messias salvador. Ch'vayre tencionava usar essa seita para cumprir sua missão de "catequização" de Cable. Porém, quando o mutante chega ao passado, ele rejeita a seita, fazendo com que Ch'vayre tenha que buscar outros meios.
Confuso, ele procura o  Clube do Inferno, revelando para Sebastian Shaw e Donald Pierce a localização de um dos esconderijos de Apocalipse, sabendo que os vilões fariam o possível para se apossar da tecnologia alienígena. Enquanto o Clube do Inferno prepara a operação Agenda do Amanhã, destinada a encontrar a base indicada por Ch'vayre, este secretamente informa Cable esperando que, ao encontrarem a base, Apocalipse desperte e Cable possa enfrentá-lo. Porém, quando eles chegam à base ela está vazia, frustrando os planos de Ch'vayre. Ao se arrepender e entar impedir que Shaw se aposse da tecnologia, este o prende em um dos casulos de Apocalipse, onde Ch'vayre agonizaria por séculos. Felizmente, poré, Cable consegue derrotar os dois vilões e explodir a base.

´